# Virgulibracon
Virgulibracon är ett släkte av steklar. Virgulibracon ingår i familjen bracksteklar.
Kladogram enligt Catalogue of Life:
| Virgulibracon | \| \| Virgulibracon endoxylaphagus \| \| \| \| \| \| Virgulibracon vulsus \| \| \| \| |
|               | \| \| Virgulibracon endoxylaphagus \| \| \| \| \| \| Virgulibracon vulsus \| \| \| \| |
|               | Virgulibracon endoxylaphagus                                                          |
|               |                                                                                       |
|               | Virgulibracon vulsus                                                                  |
|               |                                                                                       |